# CarTrawler
CarTrawler — ирландская компания; поставщик информационных технологий, специализирующийся на аренде автомобилей и решениях по обеспечению мобильности для туристической индустрии. Штаб-квартира находится в Дублине. Имеет представительства в Нью-Йорке, Мельбурне и Лондоне.

## Бизнес-модель
Компания предоставляет запатентованную технологическую платформу, которая соединяет туристические компании, онлайн-турагентства, авиакомпании и т. п. с сетью поставщиков услуг по прокату автомобилей, трансферу из аэропортов и поиску попутчиков по всему миру. Работает по моделям B2B и B2C, то есть её решения предназначены как для корпоративных клиентов, так и для конечных потребителей напрямую.
По состоянию на август 2024 года CarTrawler имела сеть из более чем 2200 поставщиков услуг по прокату транспортных средств в 150 странах. Она также управляет сайтами онлайн-проката автомобилей под брендами Holiday Autos и Argus Car Hire.

## История
Основана в 2004 году братьями Грегом и Ниаллом Тёрли.
В мае 2009 года получила неустановленный объём инвестиций от частного инвестиционного дома ECI Partners. В 2011 году ECI Partners приобрела 50 % акций компании за сумму около 80 млн евро.
В июне 2013 года CarTrawler купила онлайн-активы бренда проката Holiday Autos у Lastminute.com, а в апреле 2015 года приобрела финский стартап в сфере такси и трансферов Cabforce; условия сделок не разглашались.
В феврале 2014 года в рамках обеспеченной задолженностью сделки на сумму 450 млн евро CarTrawler была продана инвестиционным компаниям BC Partners (Лондон) и Insight Ventures Partners (Нью-Йорк). BC Partners за нераскрытую сумму получила контрольный пакет акций, а Insight Ventures Partners — миноритарный пакет, при этом «значительная часть» акций оставалась у местных руководителей CarTrawler. Сообщалось, что BC Partners и Insight Ventures Partners использовали 150 млн евро заёмного финансирования для завершения сделки.
В августе 2015 года CarTrawler заключила эксклюзивное партнёрское соглашение с авиакомпанией Ryanair. В сентябре 2017-го Ryanair объявила о продлении соглашения ещё на два года.
В феврале 2017 года CarTrawler объявила о партнёрстве с австралийской авиакомпанией Jetstar.
В 2018 году уволился главный технический директор CarTrawler Бобби Хили, работавший в компании фактически с момента её основания. Через шесть месяцев после его ухода компанию также покинул генеральный директор Майк Макгирти. В июне 2021 года Хили и Макгирти создали конкурирующую с CarTrawler компанию Meili.
В июне 2018 года прекратила сотрудничество с поставщиком услуг аренды транспорта Green Motion в Великобритании после многочисленных жалоб клиентов, которые утверждали, что с их кредитных карт были списаны средства за фиктивный ущерб арендованным автомобилям.
В декабре 2019 года заключила четырёхлетнюю сделку о предоставлении программного обеспечения для аренды автомобилей с авиакомпанией EasyJet.
В мае 2020 года британская частная инвестиционная группа TowerBrook Capital Partners поглотила CarTrawler, инвестировав в неё 100 млн евро. Причиной поглощения стали трудности, которые компания испытывала на фоне ограничений, связанных с COVID-19. Отмечалось, что BC Partners и Insight Ventures Partners, основные держатели акций CarTrawler, понесли крупные убытки от этой сделки.
В сентябре 2020 года компания Uber объявила о начале сотрудничества с CarTrawler в Великобритании.
В сентябре 2021 года заключено долгосрочное соглашение о сотрудничестве со страховой корпорацией AXA.
В декабре 2021 года Ethiopian Airlines заявила, что заключила партнёрское соглашение с CarTrawler для запуска услуг проката автомобилей и трансфера для своих пассажиров по всему миру.
В январе 2022 года CarTrawler запустила глобальное партнерство с сетью залов ожидания в аэропортах Priority Pass.
В ноябре 2023 года было объявлено, что венгерская авиакомпания Wizz Air выбрала CarTrawler в качестве эксклюзивного поставщика услуг по прокату автомобилей.
В мае 2024 года компания прошла сертификацию B Corporation.
В мае 2025 года заключила партнёрское соглашение по прокату автомобилей с авиакомпанией Virgin Australia.
CarTrawler проводит ежегодную отраслевую конференцию Connect, объединяющую лидеров туристической отрасли для обсуждения технологий, тенденций бизнеса и ожиданий клиентов. Мероприятие включает в себя основные доклады, панельные дискуссии и возможности для налаживания связей и развития предпринимательской деятельности.